# Patrik Zackrisson
Patrik Zackrisson (* 27. März 1987 in Ekerö) ist ein schwedischer Eishockeyspieler, der seit Juli 2019 bei Leksands IF in der Svenska Hockeyligan unter Vertrag steht.

## Karriere
Patrik Zackrisson begann seine Karriere als Eishockeyspieler in der Nachwuchsabteilung des Skå IK, für dessen erste Mannschaft er in der Saison 2002/03 erstmals in der drittklassigen Division 1 aktiv war. Anschließend wechselte der Center in die Nachwuchsabteilung des Frölunda HC, für dessen Profimannschaft er in der Saison 2005/06 sein Debüt in der Elitserien gab. In seinem Rookiejahr bereitete er in zehn Spielen ein Tor vor. Die folgende Spielzeit verbrachte er beim Rögle BK in der HockeyAllsvenskan, der zweiten schwedischen Spielklasse. Dort gelang ihm der Durchbruch im Profibereich und er erzielte in insgesamt 38 Spielen 17 Tore und 23 Vorlagen. Daraufhin wurde er im NHL Entry Draft 2007 in der sechsten Runde als insgesamt 165. Spieler von den San Jose Sharks ausgewählt, für die er allerdings nie spielte. Stattdessen erhielt er erneut die Möglichkeit in der Elitserien zu spielen, in der er einen Vertrag beim Linköpings HC erhielt. Mit seiner neuen Mannschaft wurde er in der Saison 2007/08 auf Anhieb Vizemeister. Ab 2009 war er Assistenzkapitän beim LHC.
Zur Saison 2011/12 wurde Zackrisson von Atlant Mytischtschi aus der Kontinentalen Hockey-Liga verpflichtet. Während des Sommertrainings 2012 brach er sich ein Bein, was zur Auflösung seines Vertrages mit Atlant führte. Anschließend kehrte er zum Linköpings HC zurück, für den er nach Genesung 35 Saisonspiele absolvierte. Im August 2013 erhielt er einen Probevertrag beim HC Lev Prag, der später bis zum Ende der Saison 2013/14 verlängert wurde. Im Vorfeld der Saison 2014/15 ging der Angreifer zurück nach Schweden und unterschrieb im August 2014 beim Skellefteå AIK. Nach zwei Jahren in Skellefteå, in denen er mit der Mannschaft zweimal schwedischer Vizemeister wurde, wechselte er zur Saison 2016/17 zum HC Lugano in die National League A (NLA).
Zur Saison 2017/18 kehrte er in die KHL zurück, als er einen Vertrag beim HK Sibir Nowosibirsk unterschrieb. Bei Sibir spielte er in der ersten Angriffsreihe und wurde mit 42 Scorerpunkte in 56 Partien teaminterner Topscorer. Im Mai 2018 erhielt er einen Zweijahresvertrag beim HK Dynamo Moskau.
Nach drei Jahren im Ausland kehrte Zackrisson im Juli 2019 in sein Heimatland zurück und erhielt einen Vierjahresvertrag beim SHL-Aufsteiger Leksands IF.

### International
Für Schweden nahm Zackrisson im Juniorenbereich an der U18-Junioren-Weltmeisterschaft 2005 sowie der U20-Junioren-Weltmeisterschaft 2007 teil. Bei der U18-WM 2005 gewann er mit seiner Mannschaft die Bronzemedaille.

## Erfolge und Auszeichnungen
- 2005 Bronzemedaille bei der U18-Junioren-Weltmeisterschaft
- 2008 Schwedischer Vizemeister mit dem Linköpings HC
- 2015 Schwedischer Vizemeister mit dem Skellefteå AIK
- 2016 Schwedischer Vizemeister mit dem Skellefteå AIK

## Karrierestatistik
(Legende zur Spielerstatistik: Sp oder GP = absolvierte Spiele; T oder G = erzielte Tore; V oder A = erzielte Assists; Pkt oder Pts = erzielte Scorerpunkte; SM oder PIM = erhaltene Strafminuten; +/− = Plus/Minus-Bilanz; PP = erzielte Überzahltore; SH = erzielte Unterzahltore; GW = erzielte Siegtore; 1 Play-downs/Relegation; Kursiv: Statistik nicht vollständig)